# Districten van Myanmar
Myanmar's staten en regio's zijn onderverdeeld in 67 districten (Birmaans: ခရိုင်), welke weer onderverdeeld zijn in steden, plattelandsstreken en dorpen. 

## Lijst van districten per staat of regio
| Centraal Myanmar          | Centraal Myanmar |
| ------------------------- | --- |
| Magway regio              | Gangaw · Magway · Minbu · Pakkoku · Thayet |
| Mandalay regio            | Kyaukse · Mandalay · Meiktila · Myingyan · Nyaung-U · Pyin Oo Lwin · Yamethin                                                                          |
| Naypyidaw Union Territory | Naypyidaw |
| Oost-Myanmar              | |
| Kayah staat               | Bawlakhe · Loikaw |
| Shan staat                | Kengtong · Mongsat · Mong Hpayak · Techilelk · Kunlong · Kyaukme · Laukkaing · Lashio · Muse · Hopang · Metman · Mongmit · Langkho · Loilen · Taunggyi |
| Laag Myanmar              | |
| Ayeyarwady regio          | Hinthada · Labutta · Maubin · Myaungmya · Pathein · Pyapon · Kyonpyaw · Myanaung                                                                       |
| Bago regio                | Bago · Taungoo · Pyay · Thayarwady |
| Yangon                    | Noord-Yangon · Oost-Yangon · Zuid-Yangon · West-Yangon                                                                                                 |
| Noord-Myanmar             | |
| Kachin staat              | Bhamo · Mohnyin · Myitkyina · Putao |
| Sagaing                   | Hkamti · Kalay · Katha · Mawlaik · Monywa · Sagaing · Shwebo · Tamu                                                                                    |
| Zuid-Myanmar              | |
| Kayin staat               | Hpa-an · Kawkareik · Myawaddy |
| Mon staat                 | Mawlamyine · Thaton |
| Tanintharyi               | Dawei · Kawthoung · Myeik |
| West-Myanmar              | |
| Chin staat                | Falam · Hakha · Mindat |
| Rakhine staat             | Kyaukpyu · Maungdaw · Sittwe · Thandwe |